# Natan Alterman
Natan Alterman (ur. 14 sierpnia 1910 w Warszawie, zm. 28 marca 1970 w Tel-Awiwie) – izraelski poeta, dziennikarz i pisarz, związany z ruchem syjonistycznym.

## Życiorys
Urodził się w 1910 roku w Warszawie, w 1924 roku wyemigrował do Palestyny. Na studia wyjechał do Francji, na uniwersytecie w Nancy otrzymał dyplom inżyniera rolnictwa.
Po powrocie do Palestyny, rozpoczął pracę dziennikarską w czasopiśmie „Ha-Arec”, a potem w „Dawar”, publikował także poezję. Bardzo wpływowa była jego stała, cotygodniowa rubryka Siódma kolumna (hebr. Ha-Tur ha-szwii) w „Dawarze”, ukazująca się w latach 1943–1965. W 1957 otrzymał Nagrodę Bialika.
Początkowo związany z Palmachem Jicchaka Sadego, stał się później zwolennikiem Dawida Ben Guriona; w 1965 dołączył do odłamu jego partii Rafi. W 1967 został jednym z liderów Ruchu na rzecz Wielkiego Izraela. Rok później został uhonorowany Nagrodą Izraela (hebr. פרס ישראל) w dziedzinie literatury.